# Celeste Rodrigues
Maria Celeste Rebordão Rodrigues ComIH, celebrizada como Celeste Rodrigues (Fundão, 14 de março de 1923 – Lisboa, 1 de agosto de 2018) foi uma fadista portuguesa, irmã mais nova de Amália Rodrigues.

## Biografia
Celeste Rodrigues nasceu a 14 de março de 1923 no Fundão (distrito de Castelo Branco). Irmã de Amália Rodrigues, os seus pais vieram para Lisboa quando Celeste tinha 5 anos; instalaram-se primeiro em Vila Cândida, depois em Campo de Ourique e, só mais tarde, em Alcântara.
Após estar empregada numa fábrica de bolos, trabalhou com a sua irmã num ponto de venda de artigos regionais no Cais da Rocha. Teve o seu primeiro amor aos 17 anos, um romance de três anos com o cavaleiro tauromáquico Zé Casimiro.
Numa noite em que canta fado na Adega Mesquita, o empresário musical e proprietário de várias casas de fado José Miguel ouve-a cantar e insiste que se profissionalize como fadista. Com 22 anos Celeste Rodrigues estreia-se em 1945 no Casablanca, (posteriormente conhecido como Teatro ABC), no Parque Mayer. Foi Amália, a sua irmã três anos mais velha, quem, como tradicional madrinha de fado, lhe colocou o xaile preto nos ombros.
A sua primeira internacionalização foi em Madrid, no Pasapoga, em 1945. Um par de meses depois da sua estreia, foi convidada para uma companhia teatral e parte em digressão para o Brasil que vai durar um ano e onde participa, com Amália, no elenco da opereta Rosa Cantadeira e da revista Boa Nova. A partir daqui recusa outros convites para integrar peças de teatro mas ainda subiria aos palcos teatrais para cantar, por exemplo em Cabelo Branco É Saudade (2005) ou em Sombras (2010).
Com 25 anos Celeste conhece Varela Silva, actor português, com quem casaria com 30 anos e com quem teria duas filhas. Ambos abrem uma casa de fados na Rua das Taipas: "A Viela", projecto que abandonariam após quatro anos. Estavam na década de 1950 e Celeste atingia a notoriedade com o tema "Olha a Mala", de Manuel Casimiro.
Após "A Viela", Celeste cantou durante por mais uma década na "Parreirinha de Alfama", de Argentina Santos, passando depois a integrar o elenco da "Taverna do Embuçado", de João Ferreira-Rosa longo de 25 anos.
Depois da Revolução dos Cravos, passou meio ano no Canadá, acabando por divorciar-se do seu primeiro e único marido.
O seu último trabalho discográfico a ser lançado foi o CD Fado Celeste. Foi editado na Holanda em 2007.
Em 2010 é apresentado o documentário Fado Celeste, realizado por Diogo Varela Silva, debruçando-se sobre a vida e a obra de Celeste Rodrigues.
Tal como a sua irmã Amália, Celeste Rodrigues era monárquica e conheceu D. Duarte Nuno de Portugal, bem como os reis de Espanha, da Holanda e de Itália. Ela disse:
"Não acredito em política, sou monárquica."
&
"Tudo o que é bonito foi feito no tempo dos reis e nada na República."
Celeste Rodrigues morreu em 1 de agosto de 2018, em Lisboa, indo a sepultar no Talhão dos Artistas do Cemitério dos Prazeres.

## Prémios e distinções
- A 8 de Junho de 2012, Celeste Rodrigues foi feita Comendadora da Ordem do Infante D. Henrique.[9]
- Em 2010 recebeu a Medalha de Mérito, grau Ouro, da Câmara municipal de Lisboa, numa cerimónia realizada no lisboeta Cinema São Jorge.[10]
- Em 2023 a Câmara Municipal de Lisboa aprovou a inserção do seu nome na toponímia da cidade.[11]

#### Centenário
O centenário da fadista foi comemorado com uma exposição dedicada no Museu do Fado, organizada pelo seu neto Diogo Varela Silva; esses registos foram também publicados em livro pela instituição. A efeméride foi, igualmente, assinalada por jornais portugueses de referência, como o Expresso ou o Público, bem como pela Antena 1.  Nesta última, além de vários momentos de emissão especial dedicados à artista, foram ainda produzidos dois documentários sobre a sua vida e obra: Celeste Rodrigues de Viva Voz, de Edgar Canelas, e A Árvore Celeste, de Pedro Miguel Ribeiro.

## Filmografia
Participou nos filmes: 
- Alfama em Si de Diogo Varela Silva [6]
- Xavier (1992) de Manuel Mozos [16]
- Fado Celeste (2010) de Diogo Varela Silva [17][2]
- Cabaret Maxime (2018) de Bruno de Almeida [18]

## Discografia
Celeste Rodrigues gravou 58 discos, entre LPs e singles.

### Álbuns de estúdio
- 2007 Fado Celeste (CD, CoastCompany)[2][19]

### Singlese EP
- 1967 Celeste Rodrigues (EP, 45 rpm, Marfer, Madrid) Temas: "Esquina da Minha Rua", "Caminho sem Ver", "Fui Passear a Saudade", "Folhas Amarelas"[20]

### Álbuns ao vivo
- 1958 Lisbon's great Celeste Rodrigues (LP, Capitol, Hollywood, Califórnia, EUA) Gravado ao vivo n"A Viela", Rua das Taipas[21]

### Compilações
- 1995 O Melhor dos Melhores n.º 55 (CD, Movieplay)[22]